# I filosofi
I filosofi è una serie di film biografici italo-francesi, prodotta dall'Istituto Luce e diretta dal regista italiano Roberto Rossellini, nel periodo di 1971-1974, formata da una tetralogia di lungometraggi che racconta la vita di quattro filosofi: Socrate (1971), Pascal (1972), Agostino d'Ippona (1972) e Cartesio (1974), insieme all'evoluzione delle sue teorie in una prospettiva filosofica, e mostrano momenti della storia in cui la coscienza umana subisce una trasformazione radicale.
I film sono stati trasmessi in televisione come miniserie di due episodi ciascuno.

## Antecedente
Nel 1965 Rossellini ha scritto un manifesto sulla perdita di connessione tra arte e scienza, perché il miglioramento e il conforto che la scienza ha portato nella nostra vita ha provocato: agitazione, violenza, indifferenza, angoscia, inerzia spirituale, rassegnazione passiva. Le persone oggi, nei paesi sviluppati, sembrano non avere più il senso di se stesse o delle cose, quindi la civiltà è in crisi e totalmente impreparata ad affrontare le sfide di un futuro.
L'arte, invece, negli ultimi cento anni è diventata una denuncia, essendo l'espressione di un disagio morale, infelicità, incomprensione, ma questo è tutto. Questa denuncia si basa sul rifiuto di conoscere il mondo, perché siamo di fronte a un'architettura che non possiamo comprendere. Rossellini credeva che non possedessimo più gli elementi base di un linguaggio artistico, in quanto la nostra “arte” è diventata infantile e corrotta.

## La tetralogia
- Socrate (1970)
- Blaise Pascal (1972)
- Agostino d'Ippona (1972)
- Cartesius - anche citato come Cartesio (1974)